# Иньхай
Иньха́й (кит. упр. 银海, пиньинь Yínhǎi, буквально: «серебряное море») — район городского подчинения городского округа Бэйхай Гуанси-Чжуанского автономного района (КНР).

## История
Во времена империи Цин эти места являлись частью уезда Хэпу провинции Гуандун. В 1876 году в соответствии с «Чжифуской конвенцией» прибрежная часть уезда была открыта для морской торговли с иностранцами, и.у рыбацкой деревушки Бэйхай начал быстро развиваться морской порт, в районе которого стали селиться европейцы, строиться госпитали, церкви и т.п.
В 1929 году был официально создан посёлок Бэйхай (北海镇).
После вхождения этих мест в состав КНР в конце 1949 года уезд Хэпу вошёл в состав Специального района Наньлу (南路专区) провинции Гуандун. В 1950 году он перешёл в состав нового Специального района Циньлянь (钦廉专区) провинции Гуандун, власти которого разместились в Бэйхае. В 1951 году посёлок Бэйхай перешёл под прямое управление властей провинции Гуандун, а власти специального района переехали в уезд Циньсянь (钦县), сам специальный район был при этом переименован в Специальный район Циньчжоу (钦州专区). С 1952 года Бэйхай и Специальный район Циньчжоу официально перешли в состав провинции Гуанси (Бэйхай вошёл в состав специального района). В 1953 году власти специального района переехали в уезд Хэпу.
В 1955 году Специальный район Циньчжоу вернулся в состав провинции Гуандун, где был переименован в Специальный район Хэпу (合浦专区), а городской уезд Бэйхай вновь был выведен из состава специального района, опять перейдя в непосредственное подчинение властям провинции Гуандун. В 1956 году городской уезд Бэйхай был понижен в статусе, перейдя в подчинение властям специального района. В 1958 году Бэйхай был вновь присоединён к уезду Хэпу. В 1959 году Специальный район Хэпу был присоединён к Специальному району Чжаньцзян (湛江专区); Бэйхай при этом получил статус «посёлок уездного уровня» (县级镇). В 1964 году Бэйхай опять стал городским уездом.
В июне 1965 года городской уезд Бэйхай был передан из провинции Гуандун в состав Гуанси-Чжуанского автономного района, где был вновь создан Специальный район Циньчжоу.
В 1971 году Специальный район Циньчжоу был переименован в Округ Циньчжоу (钦州地区).
Постановлением Госсовета КНР от 8 октября 1983 года городской уезд Бэйхай был выведен из состава округа Циньчжоу, перейдя в непосредственное подчинение властям Гуанси-Чжуанского автономного района.
11 сентября 1984 года в составе Бэйхая были созданы район Хайчэн и Пригородный район (郊区).
Постановлением Госсовета КНР от 17 декабря 1994 года был расформирован Пригородный район и были созданы районы Иньхай и Тешаньган.

## Административное деление
Район делится на 4 посёлка.